# Кузнецова, Алеся Вячеславовна
Алеся Вячеславовна Кузнецова (род. 30 марта 1992, Братск, Иркутская область) — российская дзюдоистка, призёр чемпионата России, обладательница Кубка Европы, чемпионка летней Универсиады 2013 года в Казани, призёр чемпионата Европы, мастер спорта России. Воспитанница братской СДЮСШ «Спартак» (тренер Н. А. Егоров). Выпускница братского филиала Иркутского государственного университета. Член сборной команды страны с 2012 года.

## Спортивные результаты
- Чемпионат России по дзюдо 2012 года — ;
- Чемпионат России по дзюдо 2016 года — ;